# مسابقات جهانی تنیس روی میز ۱۹۳۸
مسابقات جهانی تنیس روی میز ۱۹۳۸ (انگلیسی: 1938 World Table Tennis Championships) دوازدهمین دوره مسابقات جهانی تنیس روی میز است که در شهر لندن، انگلستان برگزار شده‌است.
این مسابقات از ۲۴ تا ۲۹ ژانویه ۱۹۳۸ در دو بخش تیمی و انفرادی انجام شده‌است.

## نتایج

### تیمی
| رویداد     | طلا                                                                                | نقره                                                                                            | برنز |
| تیمی مردان | مجارستان · ویکتور بارنا · لاسلو بلاک · Ernő Földi · تیبور هازی · فرنس سوس          | اتریش · ریچارد برگمن · Helmut Goebel · Erich Kaspar · آلفرد لیبرستر · Karl Schediwy             | ایالات متحده آمریکا · Bernard Grimes · George Hendry · جیمز مک‌کلور (بازیکن تنیس روی میز) · Lou Pagliaro · سول شیف |
| تیمی مردان | مجارستان · ویکتور بارنا · لاسلو بلاک · Ernő Földi · تیبور هازی · فرنس سوس          | اتریش · ریچارد برگمن · Helmut Goebel · Erich Kaspar · آلفرد لیبرستر · Karl Schediwy             | چکسلواکی · میلوسلاو هامر · استانیسلاف کولاژ · Adolf Šlár · Václav Tereba · بوهومیل وانا                           |
| تیمی زنان  | چکسلواکی · واستا دپرتریسووا · Jindriska Holubkova · ماریه کتنرووا · ورا ووتروبسووا | انگلستان · Dora Emdin · Phyllis Hodgkinson · Doris Jordan · مارگارت آزبرن (بازیکن تنیس روی میز) | اتریش · Zita Lemo · گرترود پریتزی                                                                                 |

### انفرادی
| رویداد        | طلا                                       | نقره                        | برنز                                           |
| انفرادی مردان | بوهومیل وانا                              | ریچارد برگمن                | ویکتور بارنا                                   |
| انفرادی مردان | بوهومیل وانا                              | ریچارد برگمن                | تیبور هازی                                     |
| انفرادی زنان  | گرترود پریتزی                             | واستا دپرتریسووا            | ورا ووتروبسووا                                 |
| انفرادی زنان  | گرترود پریتزی                             | واستا دپرتریسووا            | Betty Henry                                    |
| دونفره مردان  | جیمز مک‌کلور (بازیکن تنیس روی میز) سول شیف | ویکتور بارنا لاسلو بلاک     | استانیسلاف کولاژ Václav Tereba                 |
| دونفره مردان  | جیمز مک‌کلور (بازیکن تنیس روی میز) سول شیف | ویکتور بارنا لاسلو بلاک     | Eric Filby Hyman Lurie                         |
| دونفره زنان   | واستا دپرتریسووا ورا ووتروبسووا           | دورا برگی Ida Ferenczy      | Phyllis Hodgkinson Doris Jordan                |
| دونفره زنان   | واستا دپرتریسووا ورا ووتروبسووا           | دورا برگی Ida Ferenczy      | Dora Emdin مارگارت آزبرن (بازیکن تنیس روی میز) |
| دونفره مختلط  | لاسلو بلاک وندی وودهد                     | بوهومیل وانا ورا ووتروبسووا | آلفرد لیبرستر گرترود پریتزی                    |
| دونفره مختلط  | لاسلو بلاک وندی وودهد                     | بوهومیل وانا ورا ووتروبسووا | Václav Tereba ماریه کتنرووا                    |